# 添野豪
添野 豪（そえの ごう、1976年10月20日 - ）は日本の俳優、元お笑い芸人。東京都出身。血液型O型。

## 人物
- 浅井企画のネオネオダイナマイトショーというお笑いライブに出演していた。他にも多数出演。
- 過去に坂本ちゃんと「アルカリ三世」というコンビを組んでいたが2002年で解散し、事務所を退所。二人は今なお仲が悪くなく、互いのブログにも何度か登場してきた。
- 松屋で2017年までに21年間もアルバイトをしていた。
- 「アシカツ」というプロデュース団体の主宰として演出、役者をしている
- 2009年までダムダム弾団の劇団の劇団員だった。
- 2012年より電動夏子安置システム劇団員となる。
- 2014年、同劇団員の中でお笑いユニット、グッドモーニングを結成。
- 2018年2月15日には第一子が誕生した。

## 主な出演番組
- 進ぬ!電波少年（日本テレビ系）
- ウッチャンナンチャンのウリナリ!!（日本テレビ）
- いろもん（日本テレビ）
- メレンゲの気持ち（日本テレビ）
- ウチくる!?（フジテレビ）
- オーバードライブの夜な夜な草むしり（MXテレビ）
- ヤマタノオロチ（名古屋テレビ）
- 札幌よさこい祭り：ゲスト解説（札幌テレビ）等
- ネプチューンのオールナイトニッポン（ニッポン放送）